# 地獄のさけび
『地獄のさけび』（Hotter Than Hell）は、キッスが1974年に発表したセカンド・アルバムである。

## 解説
1974年2月に発表されたデビュー・アルバム『キッス・ファースト 地獄からの使者』と同じくケニー・カーナー（Kenny Kerner）とリッチー・ワイズ（Richie Wise）がプロデュースにあたり、同年10月22日に発表された。一般に「音がスカスカしている」と評される初期の3作のアルバムの中では比較的重厚なサウンドに仕上げられており、当時のムーブメントであったブリティッシュ・ハードロックからの影響がうかがえる。
ノーマン・シーフのデザインによるジャケットには日本語が印刷されており、話題になった。表ジャケットには「キッス」「地獄のさけび」「力」と、メンバー名の縦書きの英語表記に「ジイン・シモンズ」「ポール・スタンリィ」「ピータ・クリース」「エイス・フューリ」のカタカナ表記が添えられた。裏ジャケットには収録曲名とアルバム制作の解説が英語と日本語で記載されている。
このように本作の邦題はキッスが日本のレコード会社に指定したもので、彼等のアルバムの邦題に「地獄」が用いられるようになった所以でもある。
1977年7月23日にゴールドディスクを獲得。

## 収録曲
1. ガット・トゥ・チューズ - "Got To Choose" (ポール・スタンレー)
リード・ボーカルはスタンレー。
2. パラサイト - "Parasite" (エース・フレイリー)
リード・ボーカルはシモンズ。
3. ゴーイン・ブラインド - "Goin' Blind" (ジーン・シモンズ、ステファン・コロネル)
リード・ボーカルはシモンズ。共作者のコロネルは、シモンズとスタンレーがキッスの前に在籍していたウィキッド・レスターのメンバーだった。
4. ホッター・ザン・ヘル - "Hotter Than Hell" (スタンレー)
リード・ボーカルはスタンレー。
5. レット・ミー・ゴー・ロックン・ロール - "Let Me Go Rock 'N' Roll" (スタンレー、シモンズ)
リード・ボーカルはシモンズ。
6. オール・ザ・ウェイ - "All The Way" (シモンズ)
リード・ボーカルはシモンズ。
7. ウォッチン・ユー - "Watchin' You" (シモンズ)
リード・ボーカルはシモンズ。
8. メインライン - "Mainline" (スタンレー)
リード・ボーカルはクリス。
9. カミン・ホーム - "Comin' Home" (フレイリー、スタンレー)
リード・ボーカルはスタンレー。
10. ストレンジ・ウェイズ - "Strange Ways" (フレイリー)
リード・ボーカルはクリス。